# Paraskevi Papachristouová
Paraskiewi Papachristouová, řecky Παρασκευή Παπαχρήστου (* 17. dubna 1989 Athény) je řecká atletka, mistryně Evropy v trojskoku z roku 2018.
V roce 2008 vybojovala bronzovou medaili v trojskoku na juniorském mistrovství světa. Při halovém mistrovství světa v roce 2016 získala bronzovou medaili. Stejného úspěchu dosáhla na mistrovství Evropy v Amsterdamu. Do třetice bronzovou medaili získala na halovém mistrovství Evropy v následující sezóně. Jejím největším úspěchem je titul mistryně Evropy v trojskoku z Berlína 2018.